# Fosse Ledoux
La fosse Ledoux ou Charles Ledoux de la Compagnie des mines d'Anzin est un ancien charbonnage du bassin minier du Nord-Pas-de-Calais, situé à Condé-sur-l'Escaut. Les travaux du nouveau siège débutent en octobre 1900. Les puits sont creusés par le procédé de congélation, le premier est commencé le 6 juillet 1901, le second le 2 juin 1902. La fosse Ledoux commence à produire le 16 juillet 1905. La production est immédiatement élevée puisque la fosse remonte également la production de la fosse Chabaud-Latour jusqu'à ce que cette dernière finisse complètement d'arrêter de produire en 1910 pour assurer l'aérage. La fosse est bombardée durant la Première Guerre mondiale, mais elle est réparée et en mesure de produire à partir de 3 juin 1919. Dès lors elle devient de plus en plus productive. Des cités sont bâties à Condé-sur-l'Escaut et à Vieux-Condé. Quatre terrils, nos 194, 195, 195A et 196, sont édifiés au fil des années dans les environs de la fosse. Celle-ci subit une inondation en 1940, lorsqu'à cause de la Seconde Guerre mondiale, les centrales électriques sont stoppées.
La Compagnie des mines d'Anzin est nationalisée en 1946, et intègre le Groupe de Valenciennes. La fosse Ledoux concentre en 1948 la fosse Saint-Pierre. Elle est modernisée au début dans les années 1950 dans le but de devenir un des plus grands sièges de concentration du bassin minier. Le changement le plus visible en surface est l'installation de nouveaux chevalements et la construction de nouvelles salles des machines. En parallèle, les cités sont étendues par la construction de nouveaux logements. Un lavoir à grains est construit en 1955. Durant les années 1960, l'exploitation de la veine Saint-Georges aura permis la création d'une fosse d'aérage dans la forêt domaniale de Bonsecours. Il s'agit de la fendue Saint-Georges. La fosse Ledoux concentre au début des années 1970 la fosse Vieux-Condé et ferme la fosse Chabaud-Latour. La fosse Vieux-Condé ferme en 1982. La concentration Ledoux cesse d'extraire le 30 décembre 1988. Les puits Ledoux nos 1 et 2, ainsi que le grand puits de la fosse Saint-Pierre, sont comblés en 1989. Toutes les installations de la fosse Ledoux sont détruites en 1990 et 1991, à l'exception du chevalement du puits no 1, qui a été inscrit aux monuments historiques le 6 mai 1992. Durant cette période, quelques-uns des terrils ont été partiellement exploités.
Au début du XXIe siècle, Charbonnages de France matérialise les têtes des puits Ledoux nos 1 et 2, et installe un exutoire de grisou sur le puits no 1. Les cités ont été rénovées. Le carreau de fosse et les terrils sont devenus des espaces naturels. Le chevalement subsistant, trois terrils et plusieurs cités ont été classés le 30 juin 2012 au patrimoine mondial de l'Unesco.

## La fosse

### Fonçage
La Compagnie des mines d'Anzin prépare à Condé-sur-l'Escaut les travaux de sa fosse Ledoux à partir d'octobre 1900. La fosse est proche de la limite de la concession de Saint-Aybert, appartenant à la Compagnie des mines de Thivencelles.

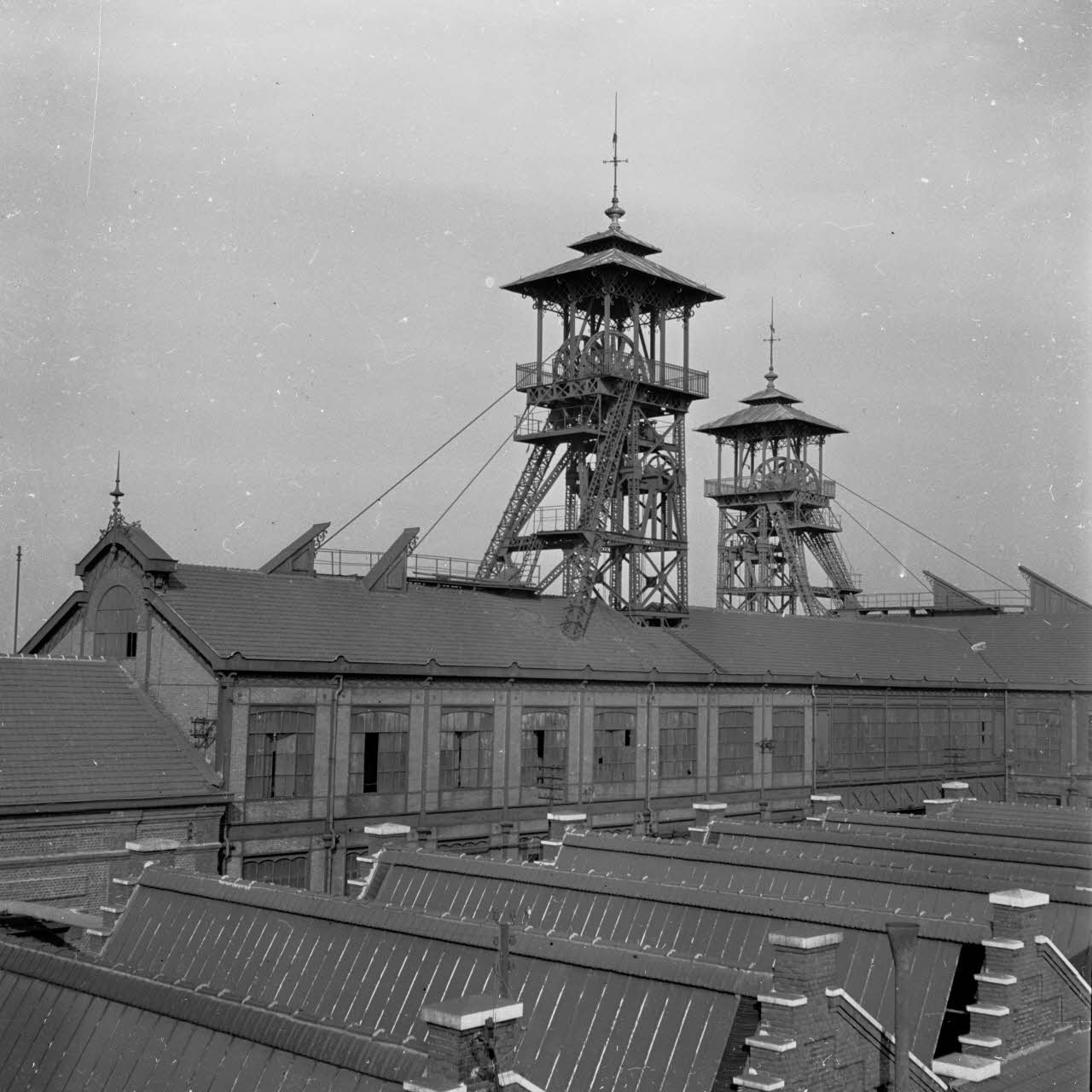
La fosse Ledoux durant l'entre-deux-guerres.

Les orifices des puits sont situés à l'altitude de 21 mètres. Le fonçage des puits s'effectue au diamètre de cinq mètres, et par le procédé de congélation des terrains. Les travaux ont été quelque peu retardés par une tempête qui a causé la destruction du baraquement en bois de la machine à froid. Le fonçage du puits Ledoux no 1 commence le 6 juillet 1901. La congélation des terrains commence alors pour le puits no 2 dont le fonçage débute le 2 juin 1902. Il est situé à 45 mètres à l'est-nord-est du puits no 1. Le terrain houiller est atteint à la profondeur de 154 mètres.
La fosse est baptisée en l'honneur de Charles Ledoux, administrateur de la Compagnie d'Anzin.

### Exploitation
La fosse commence à extraire le 16 juillet 1905, la production est alors de 450 tonnes par jour. Elle remonte la production de la fosse Chabaud-Latour qui cesse progressivement d'extraire au profit de la fosse Ledoux, jusqu'à cesser de remonter en mars 1910. La fosse Chabaud-Latour assure alors l'aérage. En partie détruite durant la Première Guerre mondiale, la fosse Ledoux est à nouveau en mesure d'extraire le 3 juin 1919. La production est alors de 597 tonnes pour le mois. Elle est de 18 509 tonnes en 1919, 112 606 tonnes en 1921 et 341 250 tonnes en 1925. Le record est de 562 979 tonnes en 1939. Durant la Seconde Guerre mondiale, le 18 mai 1940, les centrales sont arrêtées, la salle des pompes est inondée, et la production ne peut reprendre que le 15 juillet 1940.
La Compagnie des mines d'Anzin est nationalisée en 1946, et intègre le Groupe de Valenciennes. Une bowette relie la fosse Ledoux à la fosse Saint-Pierre des mines de Thivencelles, celle-ci cesse alors d'extraire le 20 décembre 1948. Les puits de la fosse Ledoux assurent indistinctement l'extraction, le service et l'entrée d'air. Le retour d'air est assuré par la fosse Chabaud-Latour, sise dans la même commune à 1 345 mètres au nord-ouest.

### Siège de concentration

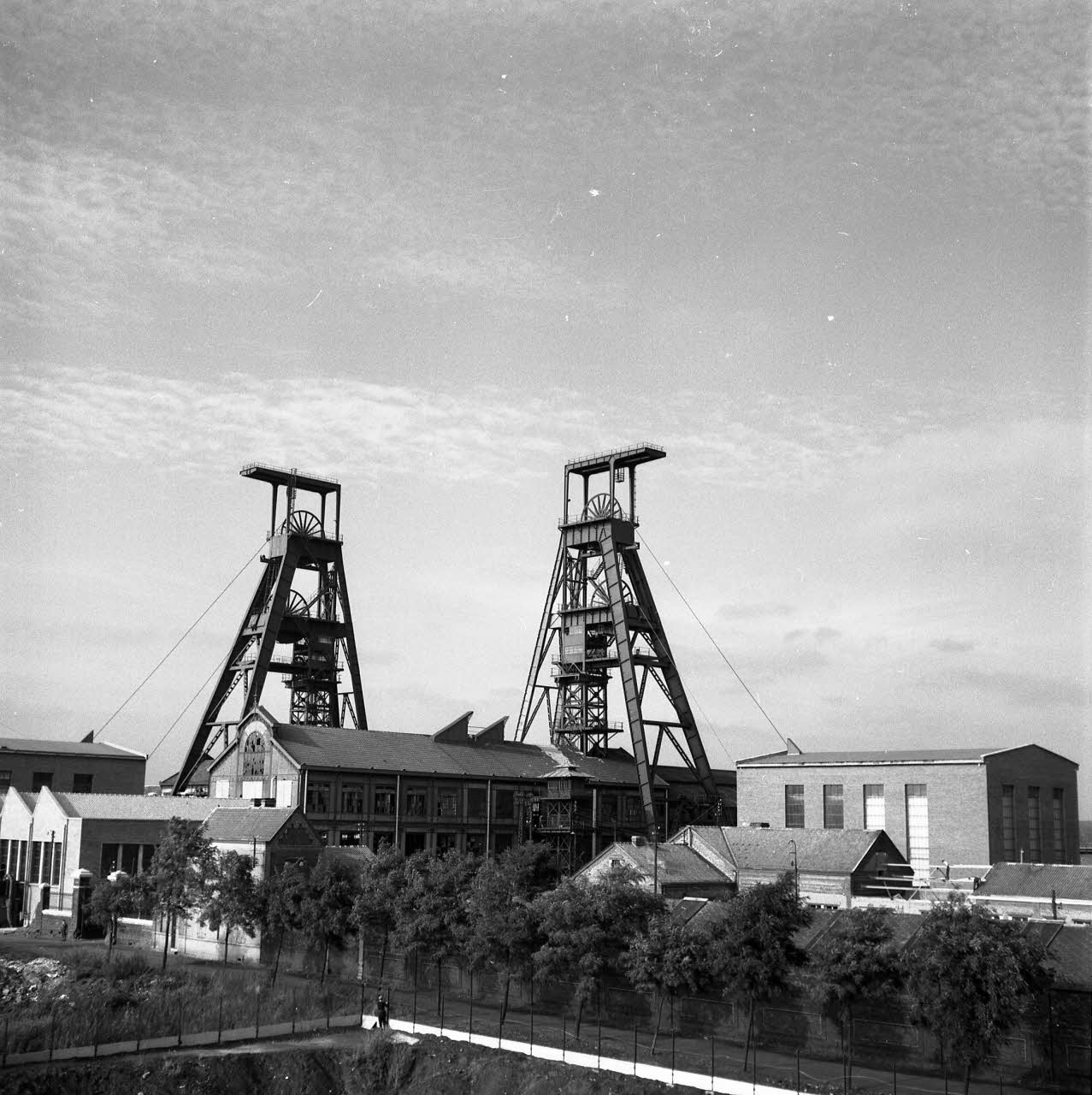
La fosse Ledoux modernisée.

La fosse Ledoux est choisie au même titre qu'Arenberg et Sabatier plus tard pour devenir un siège de concentration. Les installations de surface sont modifiées en conséquence. Le puits no 1 est doté en 1951 d'un nouveau chevalement à molettes superposées et d'une poulie Koepe de 3 200 chevaux. L'année suivante, le puits no 2 subit les mêmes modifications. Une galerie montante est commencée en 1954 pour exploiter la veine Saint-Georges. Elle débouche au jour dans la forêt domaniale de Bonsecours en 1960, ce qui permet la création d'une petite fosse d'aérage, pendant une dizaine d'années, dénommée fendue Saint-Georges. Un lavoir à grains est construit en 1955 sur le carreau de fosse.
Un traité d'amodiation est conclu le 6 septembre 1957 entre la France et la Belgique, la concentration peut alors extraire vers le sous-sol de la Belgique. Le puits no 2 est approfondi à 660 mètres en 1968. Deux ans plus tard, le puits no 1 est ravalé à cette profondeur. Une bowette longue de 445 mètres est commencée à partir de septembre 1971 pour relier la fosse Ledoux à la fosse Vieux-Condé. Celle-ci cesse alors d'extraire l'année suivante, les moyens étant affectés au creusement de cette bowette qui est terminée le 26 juin 1974. 1972 marque également la fermeture de la fosse Chabaud-Latour, ses puits nos 2 et 3 sont comblés l'année suivante. La fosse Ledoux, bien que bénéficiant d'un bon emplacement quant à son gisement, est située au milieu de l'étang de Chabaud-Latour, et les venues d'eau sont conséquentes. De 1 300 à 2 200 m3 d'eau sont exhaurés chaque jour. Le puits no 1 est ravalé à 740 mètres en 1980, une descenderie inclinée de 30 % permet d'atteindre l'étage de 800 mètres. La fosse Vieux-Condé cesse le service et l'aérage en 1980, ses puits sont comblés.
La concentration Ledoux cesse d'extraire le 30 décembre 1988, après avoir produit 33 645 000 tonnes de houille. Les puits nos 1 et 2, respectivement profonds de 759 et 687 mètres, sont comblés en 1989, la même année que le grand puits de la fosse Saint-Pierre. À l'exception du chevalement du puits no 1, toutes les installations de surface sont détruites en 1990 et 1991. Le puits no 2 est équipé d'un exutoire de grisou. Le chevalement du puits Ledoux no 1 fait l’objet d’une inscription au titre des monuments historiques depuis le 6 mai 1992.

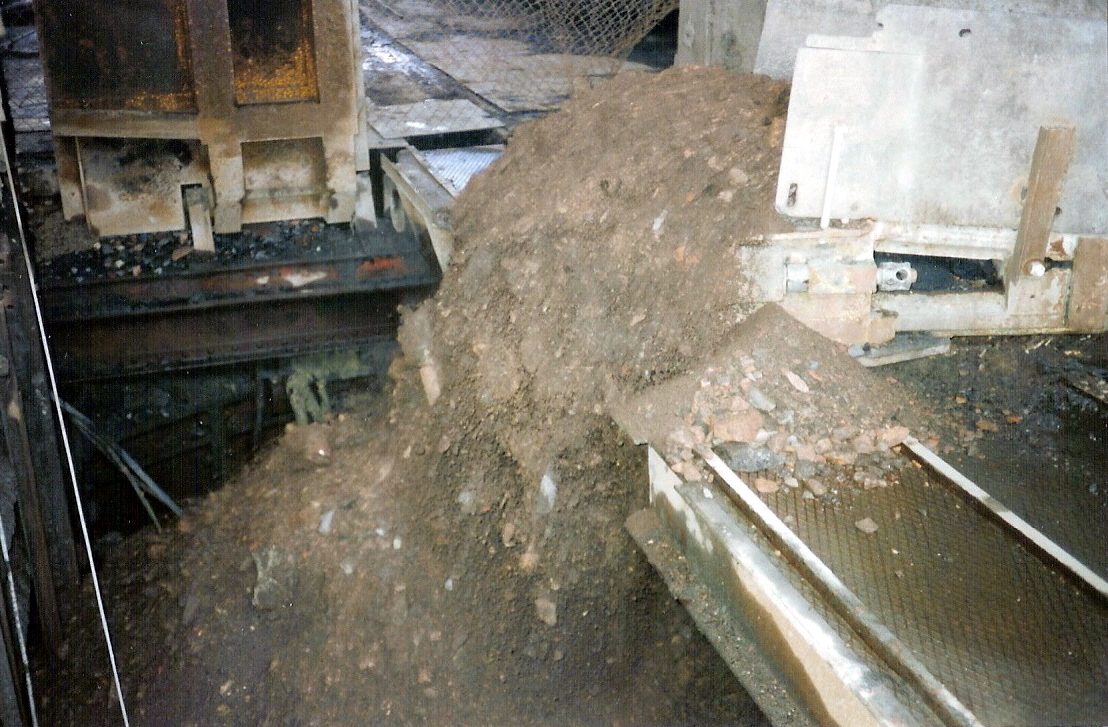

### Reconversion
Le carreau de fosse est reconverti en espace vert. Au début du XXIe siècle, Charbonnages de France matérialise les têtes des puits Ledoux nos 1 et 2, et installe un exutoire de grisou sur le puits no 1. Le BRGM y effectue des inspections chaque année. Le seul vestige de la fosse est le chevalement du puits Ledoux no 1. Celui-ci fait partie des 353 éléments répartis sur 109 sites qui ont été classés le 30 juin 2012 au patrimoine mondial de l'Unesco. Il constitue une partie du site no 8.

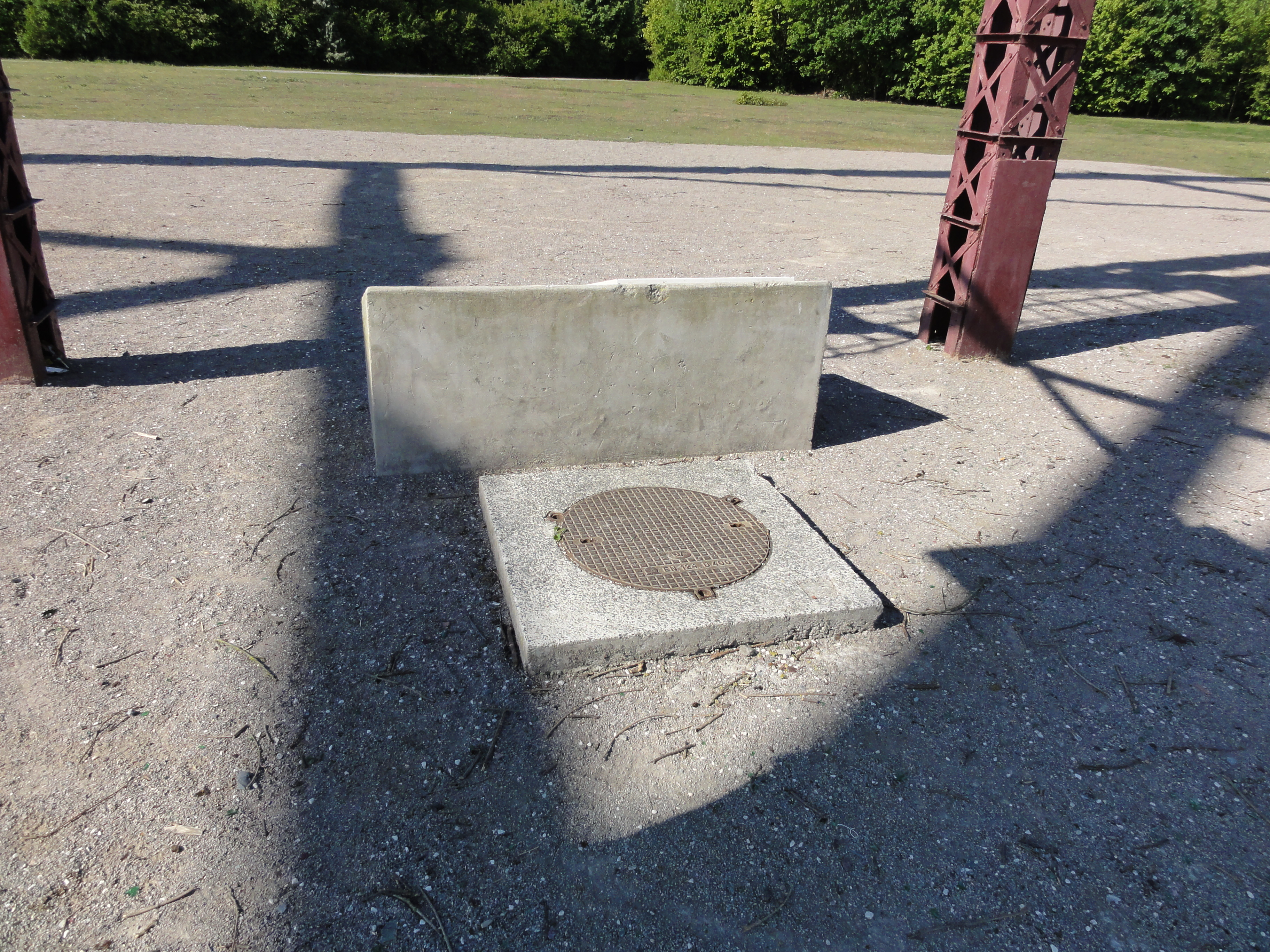
La tête de puits matérialisée Ledoux no 1.
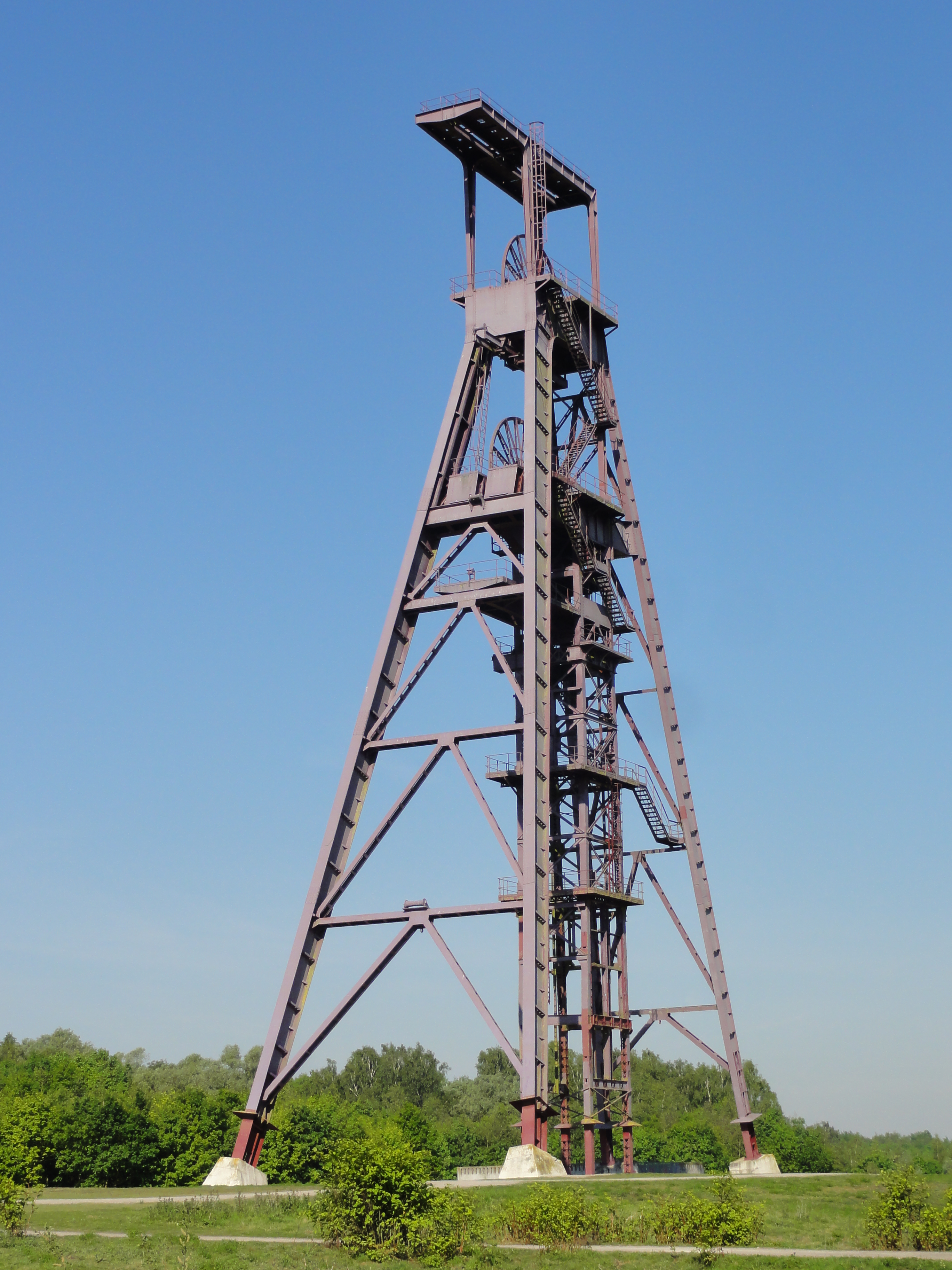
Le chevalement du puits Ledoux no 1.
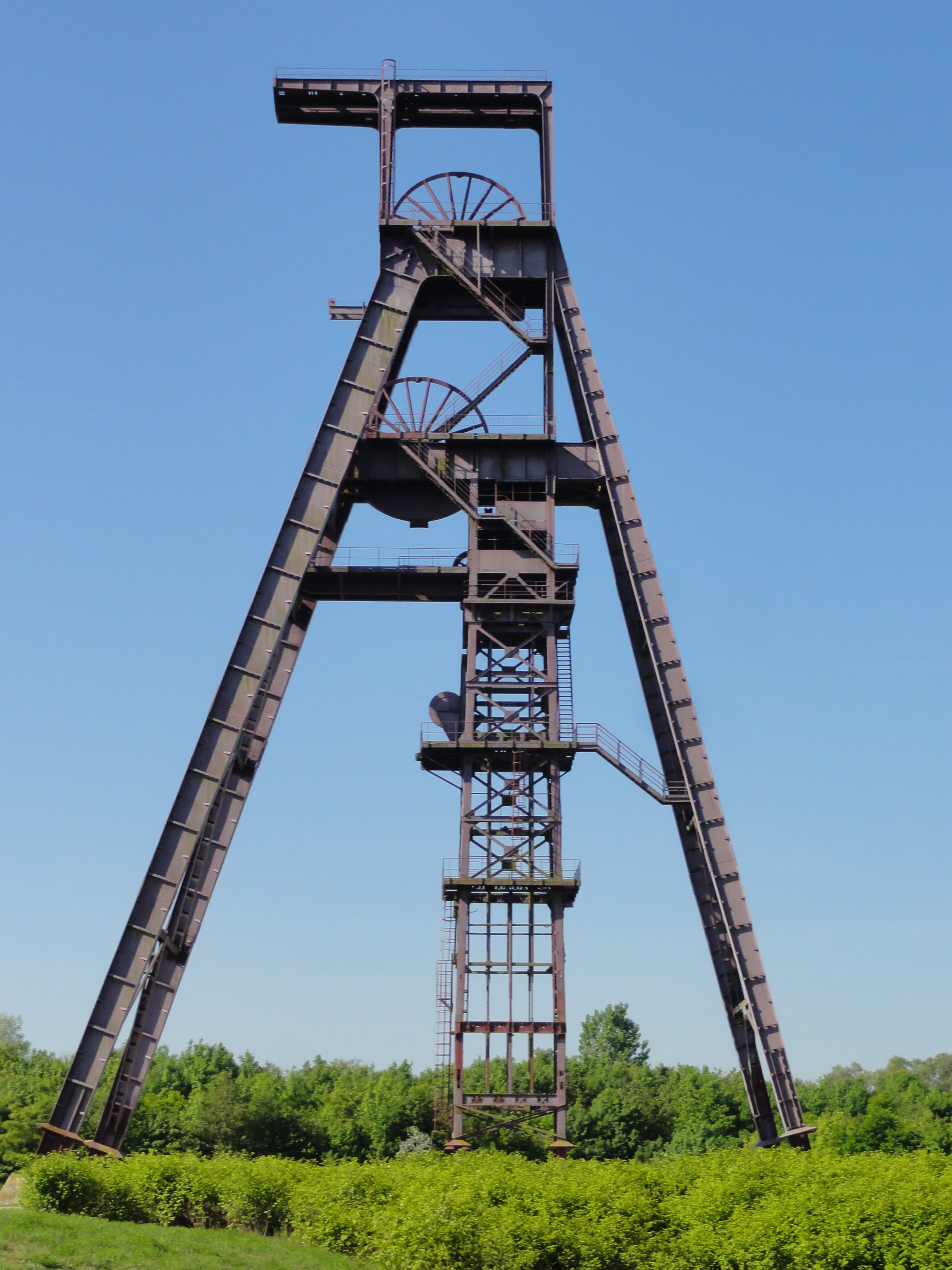
Le chevalement du puits Ledoux no 1.
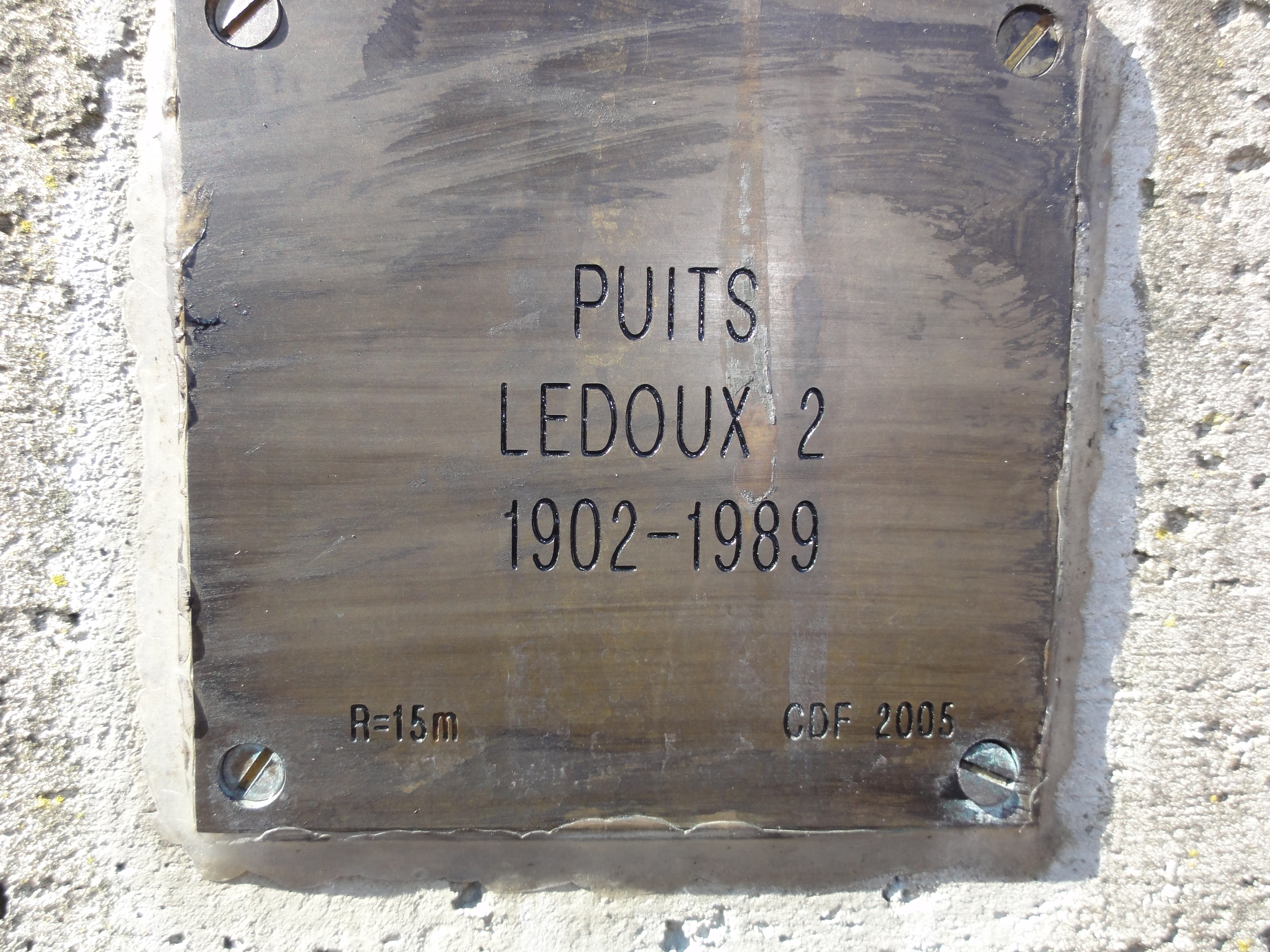
Puits Ledoux no 2, 1902-1989.
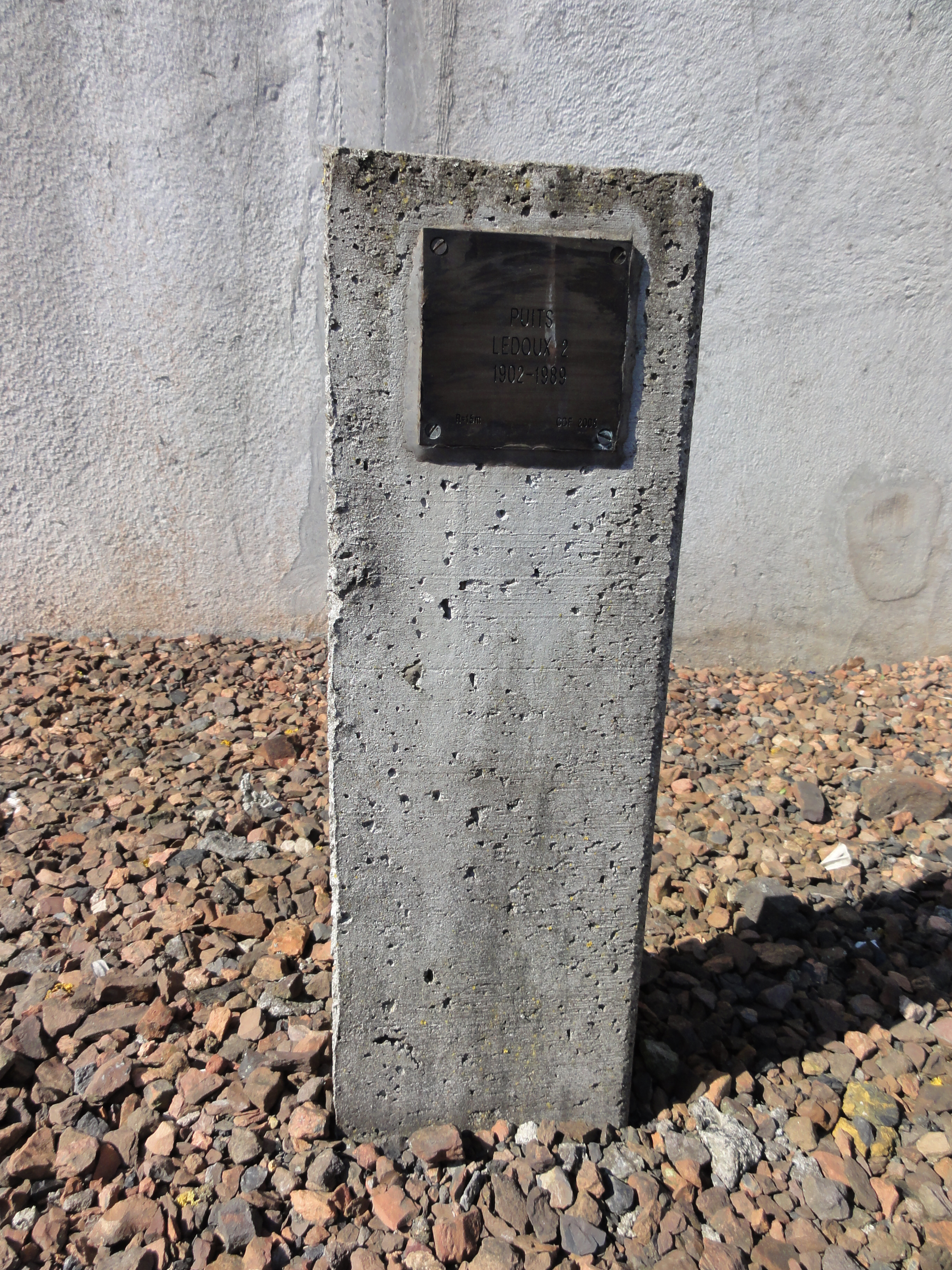
La borne indiquant le puits no 2.
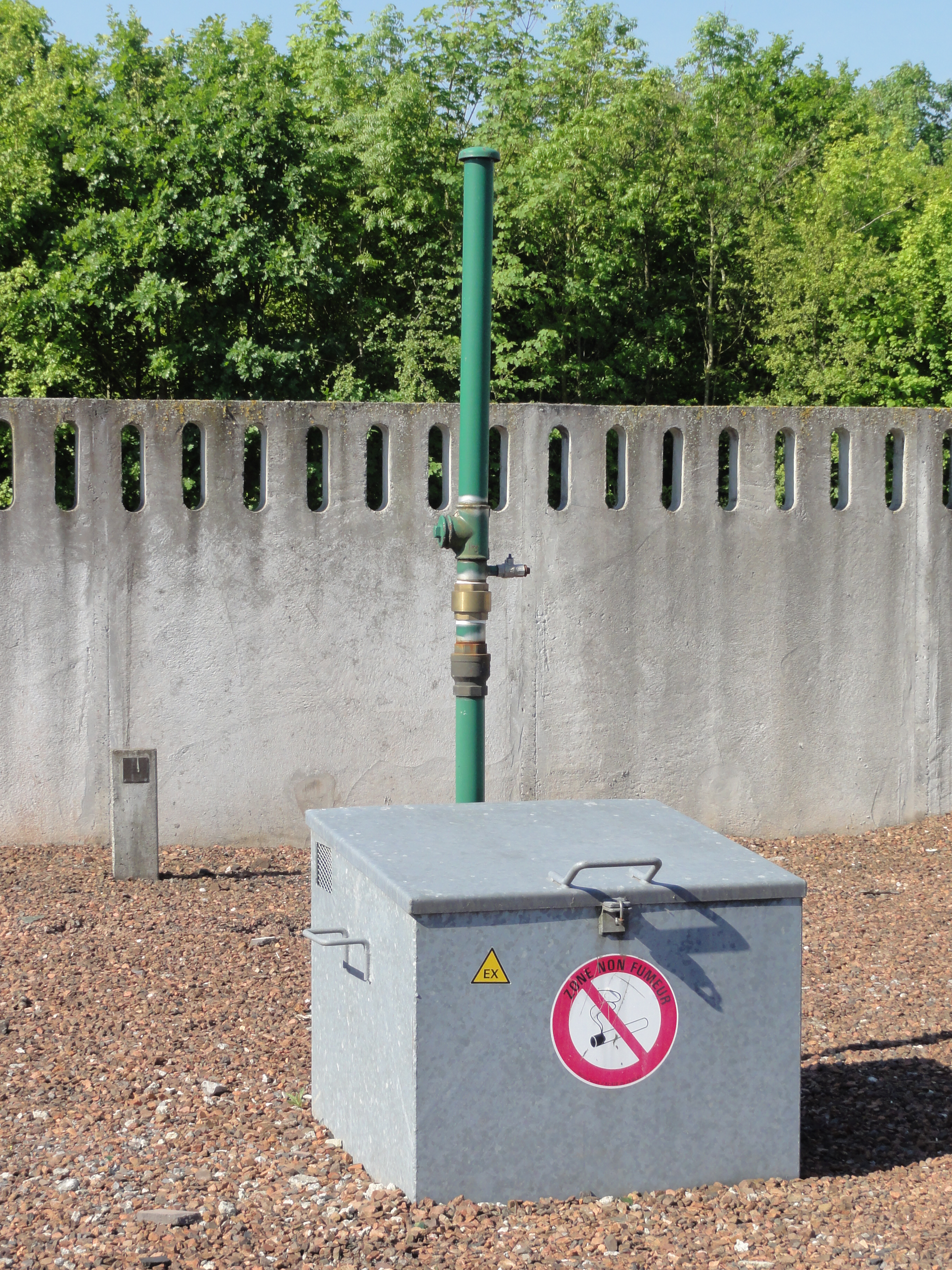
L'exutoire de grisou et, en arrière-plan, la borne.

## Les terrils
Quatre terrils résultent de l'exploitation de la fosse. Les terrils nos 195, 195A, 196, ainsi que les étangs d'affaissement Chabaud-Latour, font partie des 353 éléments répartis sur 109 sites qui ont été classés le 30 juin 2012 au patrimoine mondial de l'Unesco. Ils constituent une partie du site no 8.

### Terrilno194, Acacias
50° 27′ 26″ N, 3° 35′ 51″ E

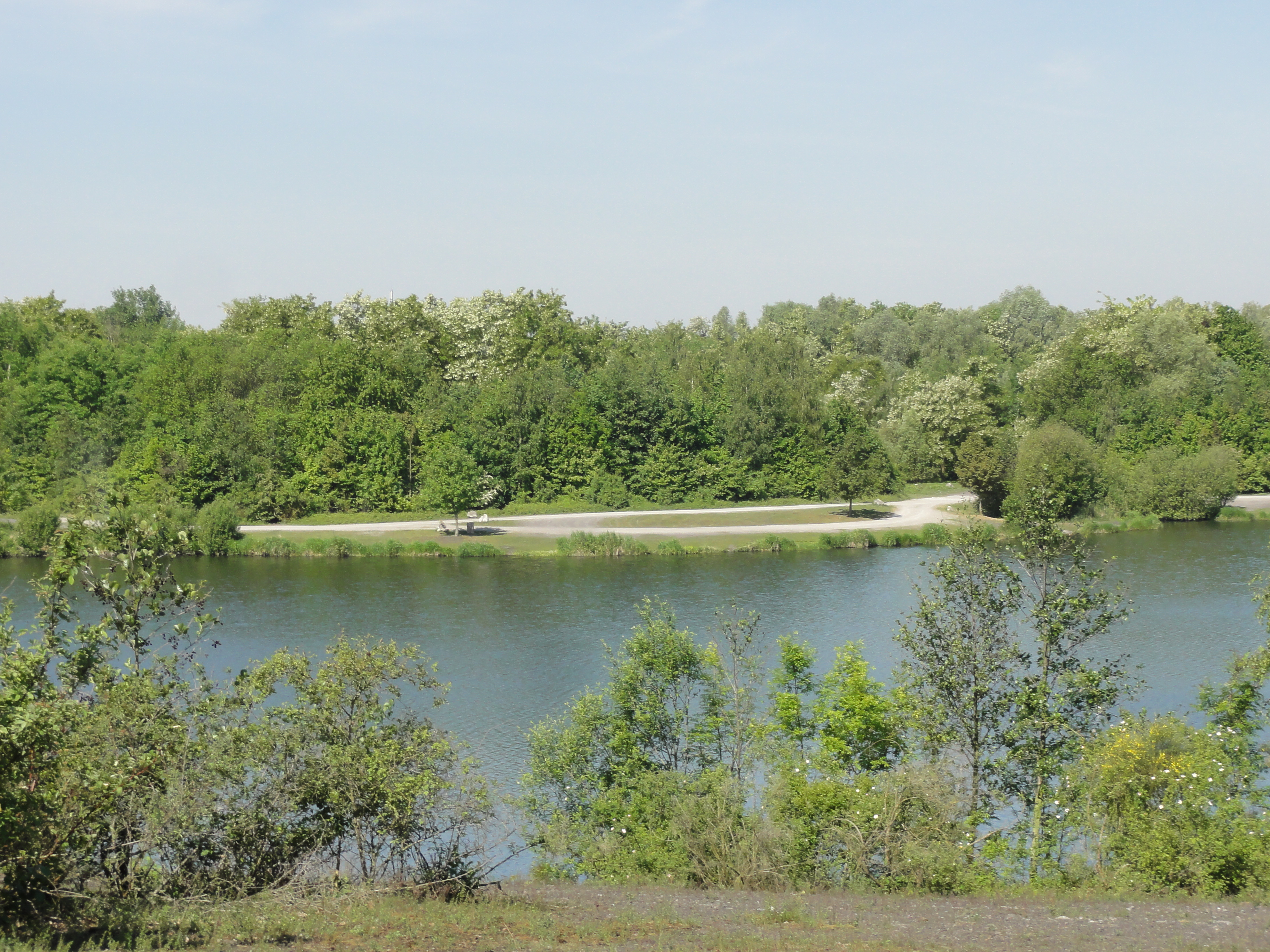
Le terril Acacias.

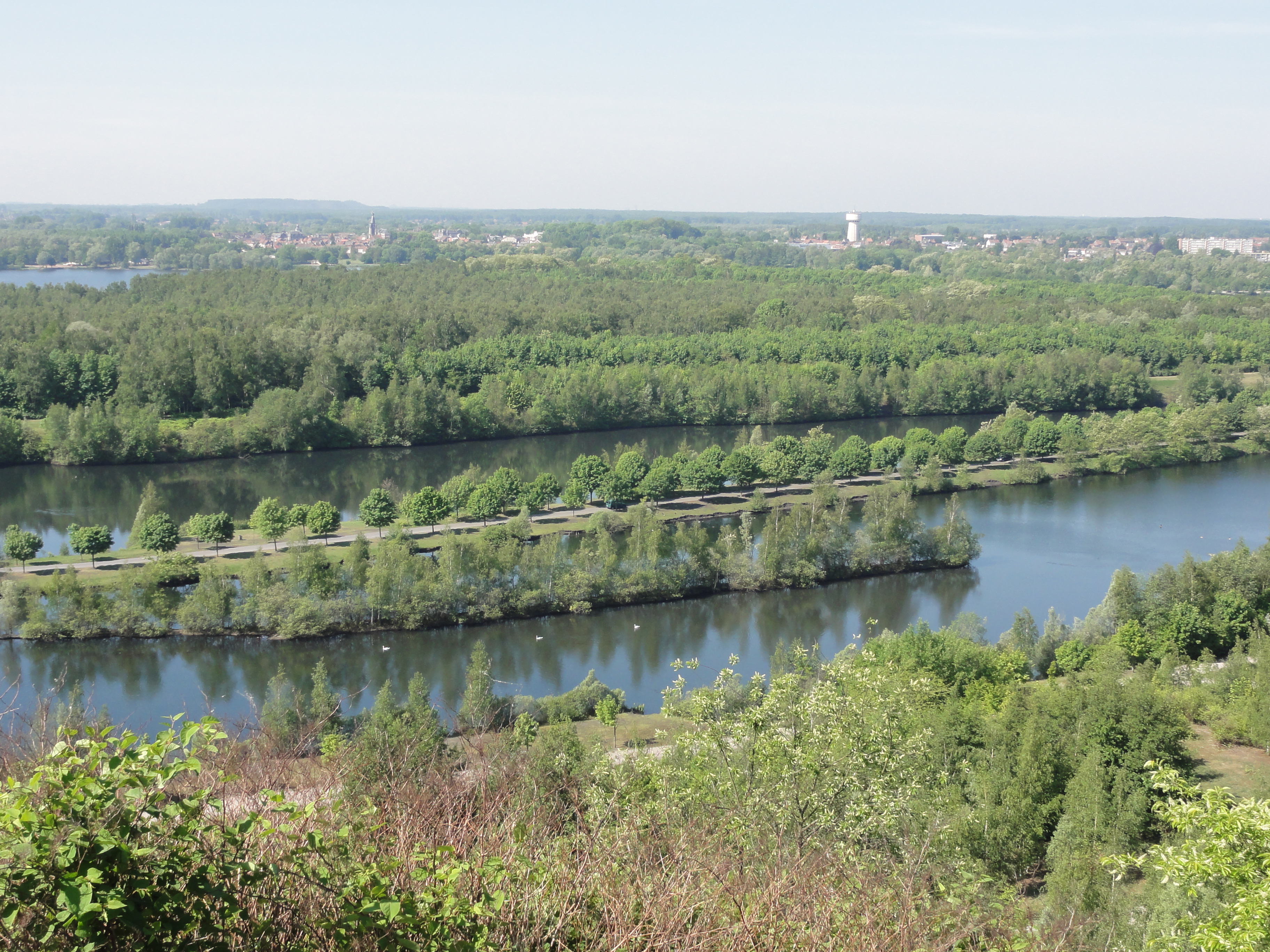
Le terril Ledoux Nouvelle Route.

Le terril no 194, Acacias, est situé à Condé-sur-l'Escaut, sur les berges du lac. Il était alimenté par la fosse Ledoux des mines d'Anzin, et culminait à cinq mètres. Il a été exploité.

### Terrilno195, Ledoux Nouvelle Route
50° 27′ 27″ N, 3° 36′ 26″ E
Le terril no 195, Ledoux Nouvelle Route, situé à Condé-sur-l'Escaut, est un des terrils de la fosse Ledoux des mines d'Anzin. Il s'agit d'un terril plat, et entièrement boisé, haut de huit mètres.

### Terrilno195A, Ledoux Moulineaux

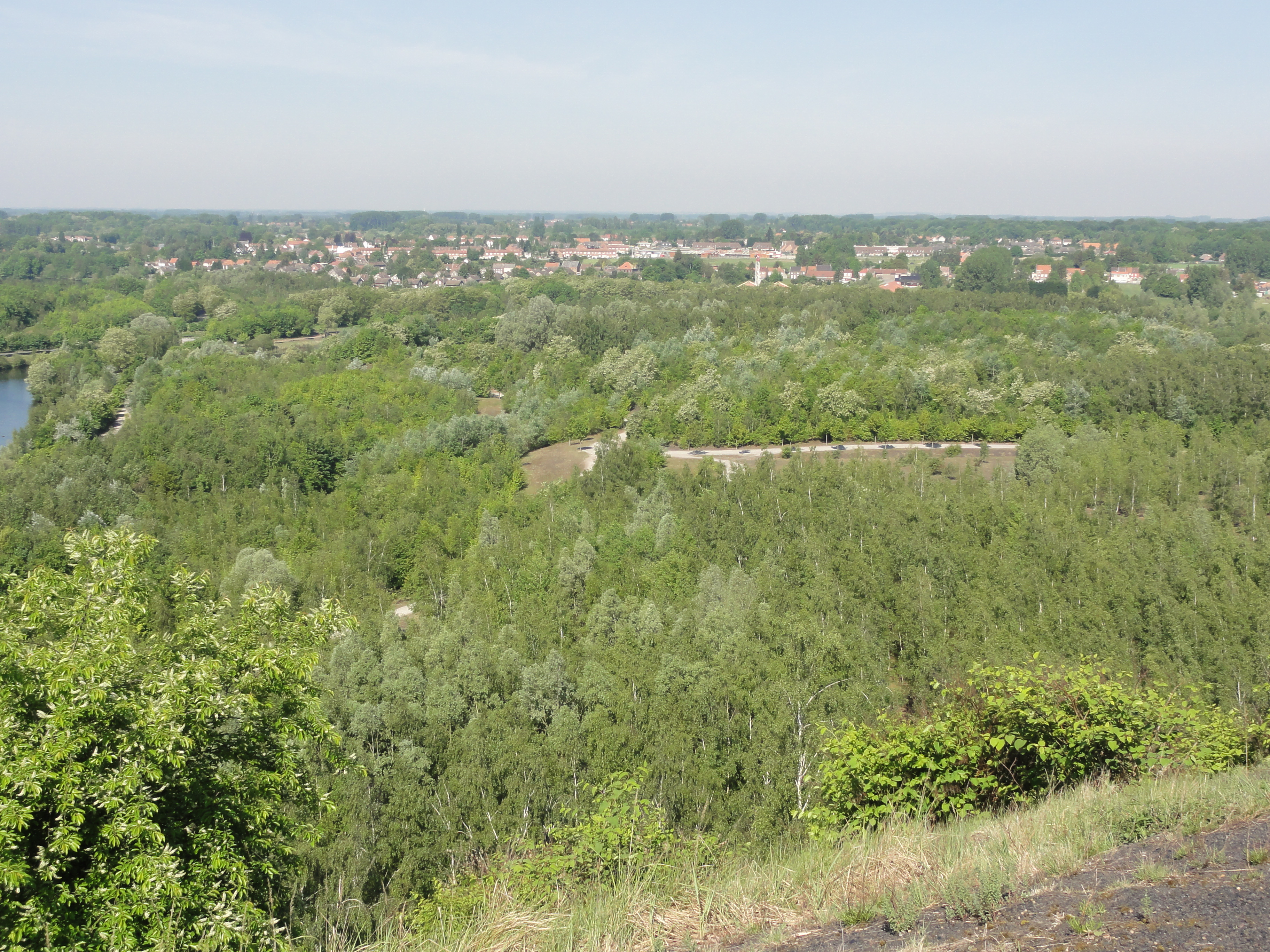
Le terril Ledoux Moulineaux.

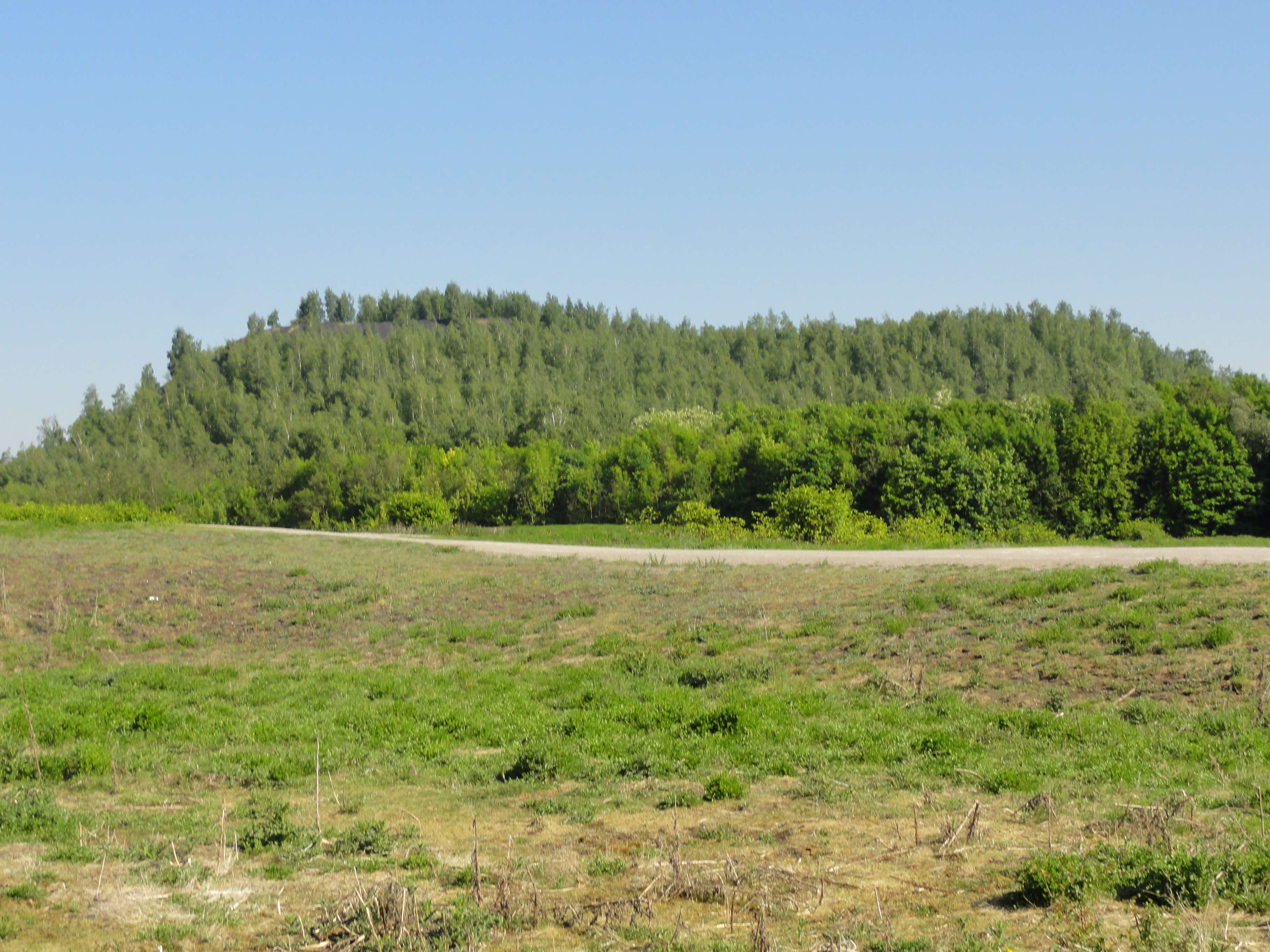
Le terril Ledoux Lavoir.

50° 27′ 47″ N, 3° 36′ 57″ E
Le terril no 195A, Ledoux Moulineaux, situé à Condé-sur-l'Escaut, est un des terrils de la fosse Ledoux des mines d'Anzin. Il s'agit d'un terril plat, et entièrement boisé. Il a été partiellement exploité.

### Terrilno196, Ledoux Lavoir
50° 27′ 35″ N, 3° 37′ 09″ E
Le terril no 196, Ledoux Lavoir, situé à Condé-sur-l'Escaut, est un des terrils de la fosse Ledoux des mines d'Anzin. Il s'agit d'un terril conique haut de 33 mètres, et entièrement boisé.

## Les cités
Plusieurs cités ont été bâties à Condé-sur-l'Escaut et à Vieux-Condé par la Compagnie des mines d'Anzin. Après la Nationalisation, les houillères ont fait bâtir des habitations en extension aux cités déjà existantes. La cité-jardin de la Solitude, la cité-jardin des Acacias et la cité pavillonnaire de Lorette, font partie des 353 éléments répartis sur 109 sites qui ont été classés le 30 juin 2012 au patrimoine mondial de l'Unesco. La première constitue le site no 7 alors que les autres font partie du site no 8. Il en est de même pour la cité pavillonnaire de Chabaud-Latour, qui est aussi liée à la fosse du même nom.

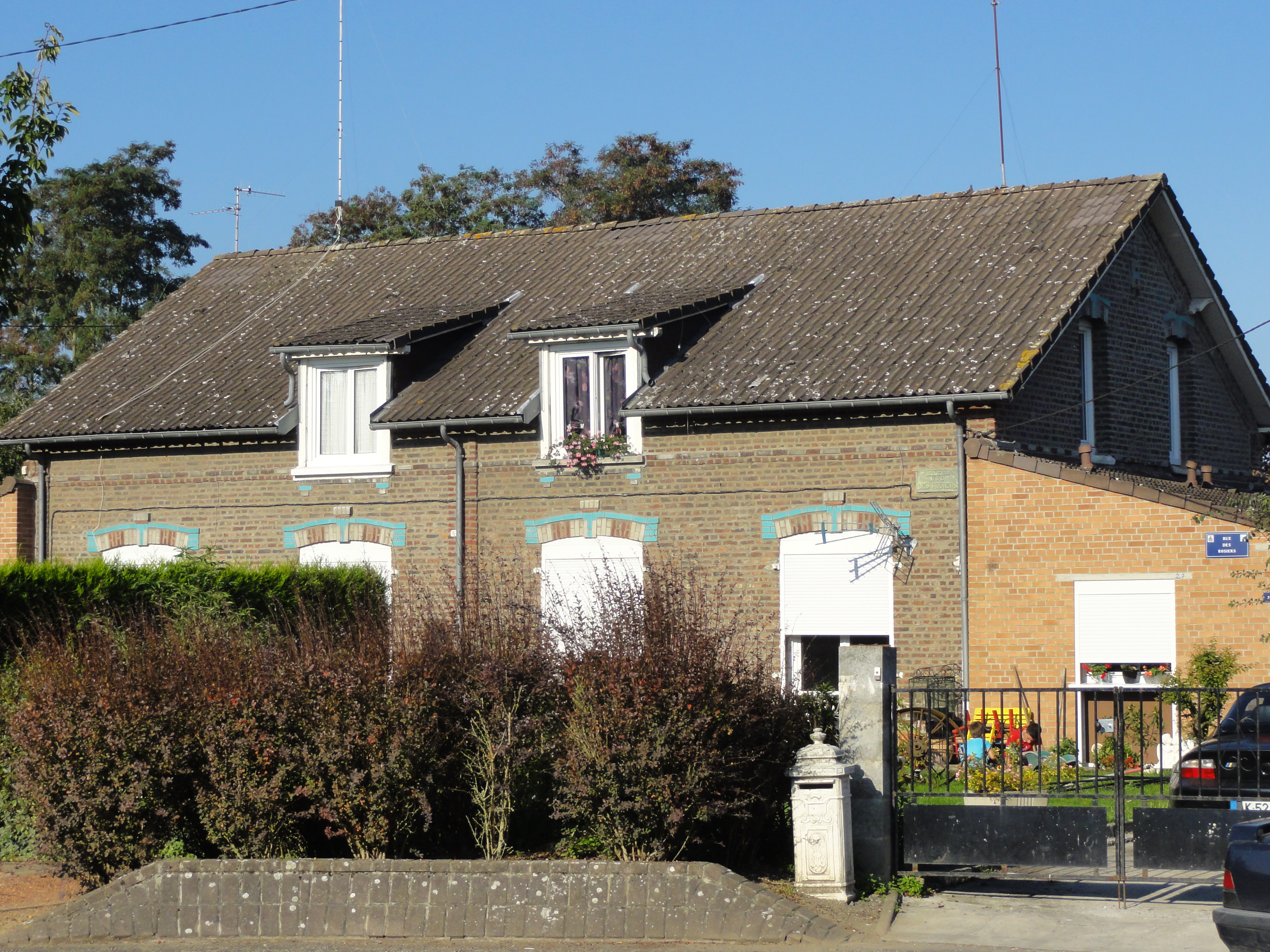
Des habitations groupées par quatre.
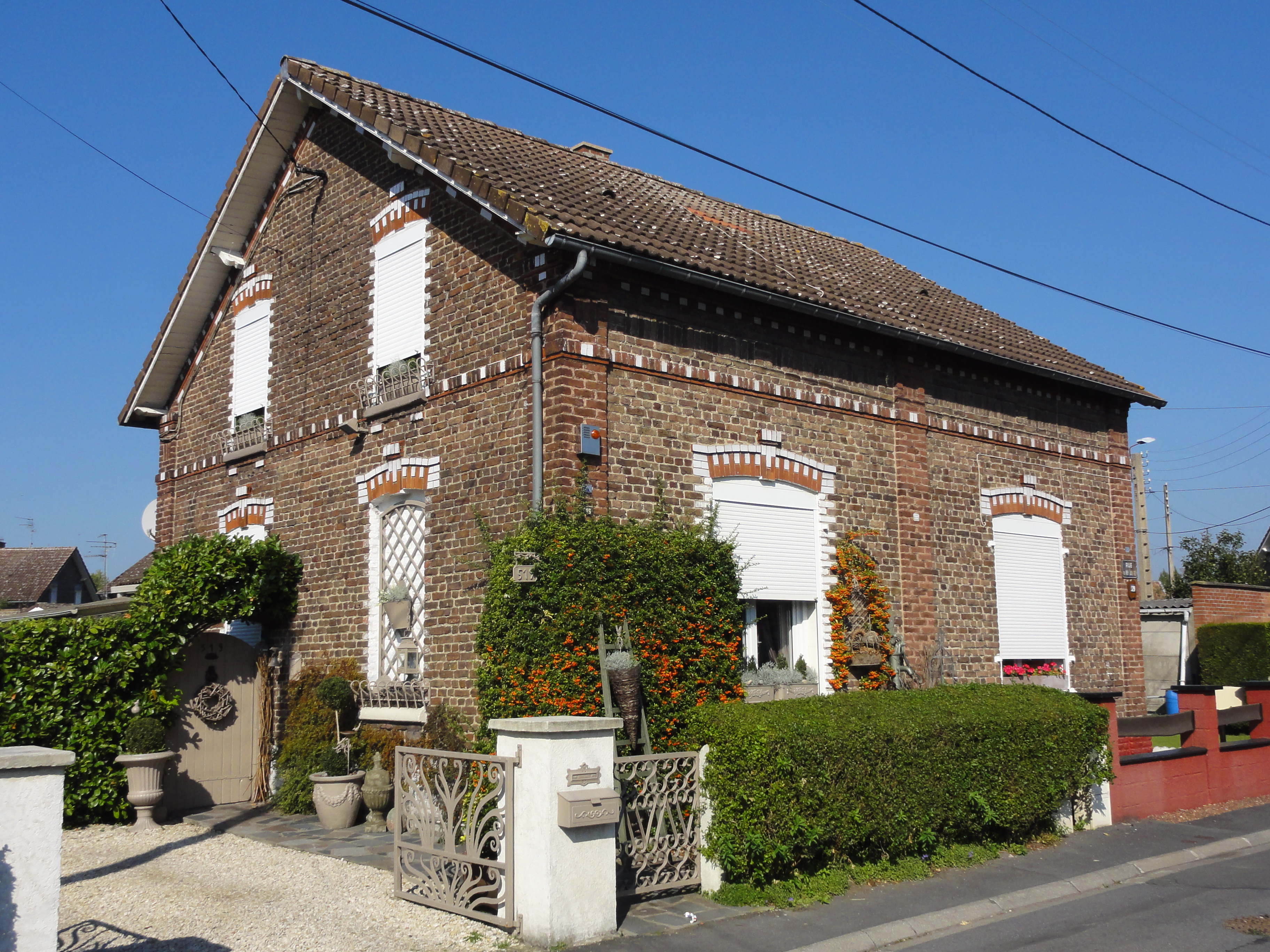
Des habitations groupées par deux.
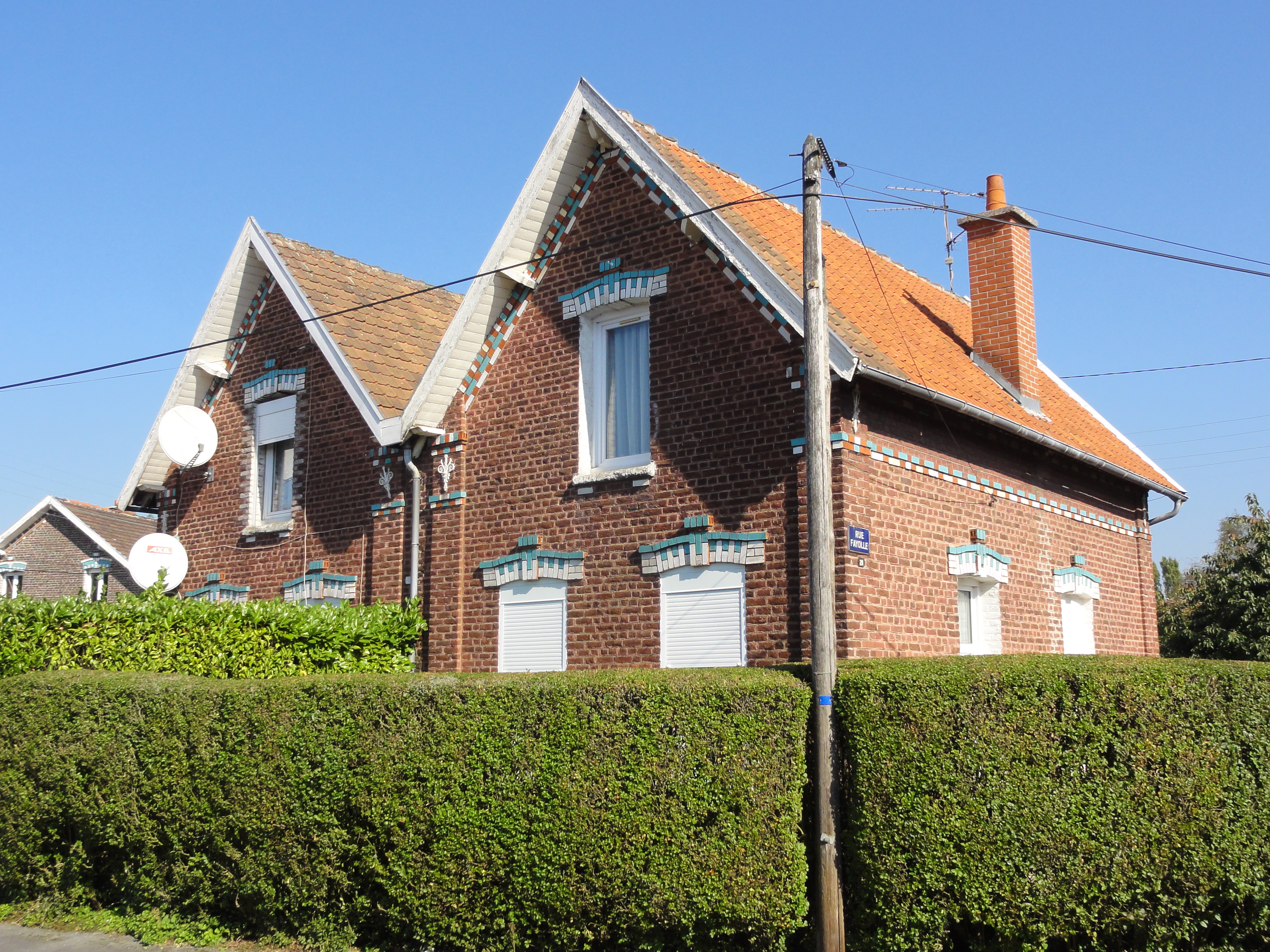
Des habitations groupées par deux.
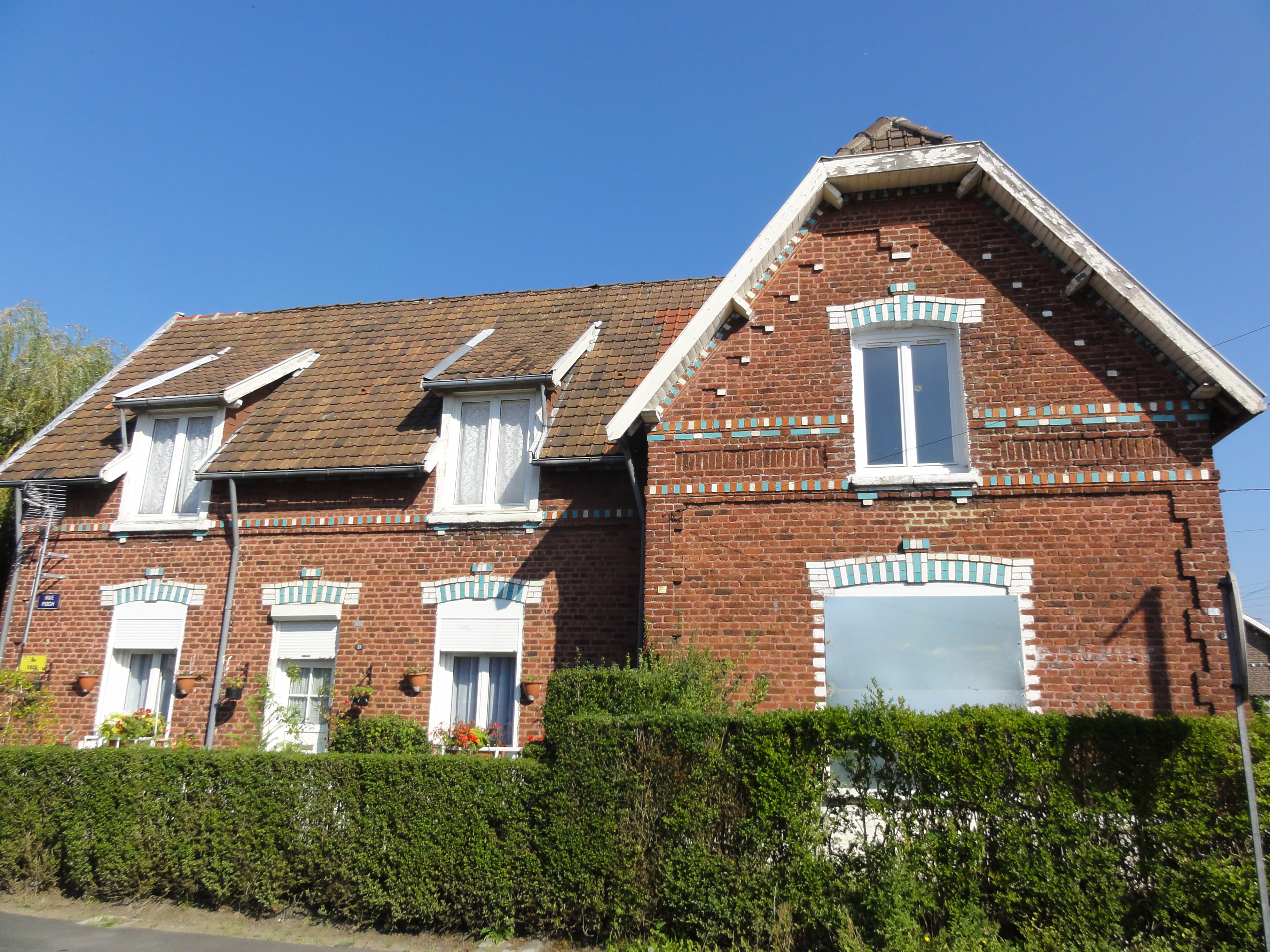
Des habitations groupées par deux.
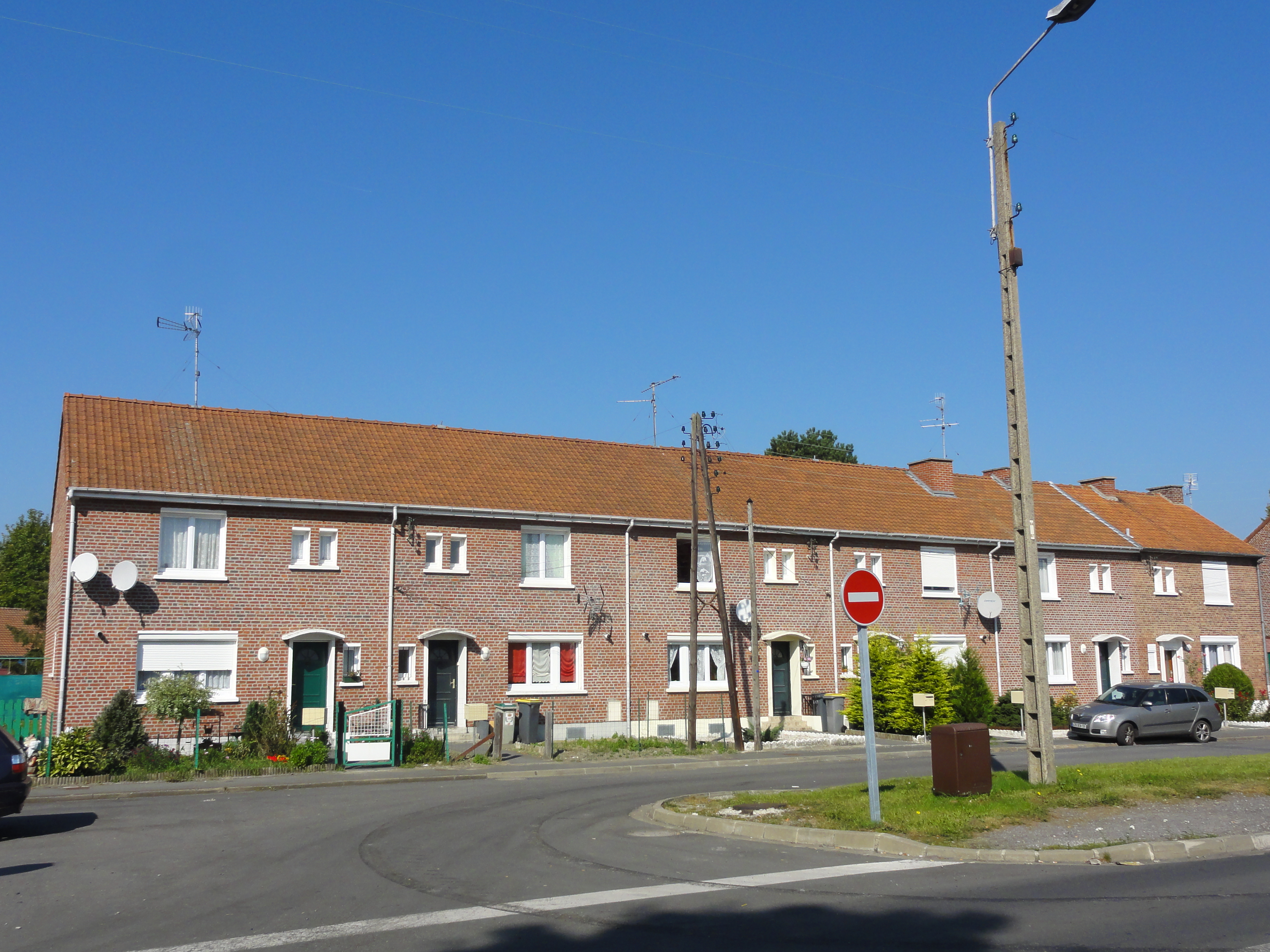
Un coron post-Nationalisation.
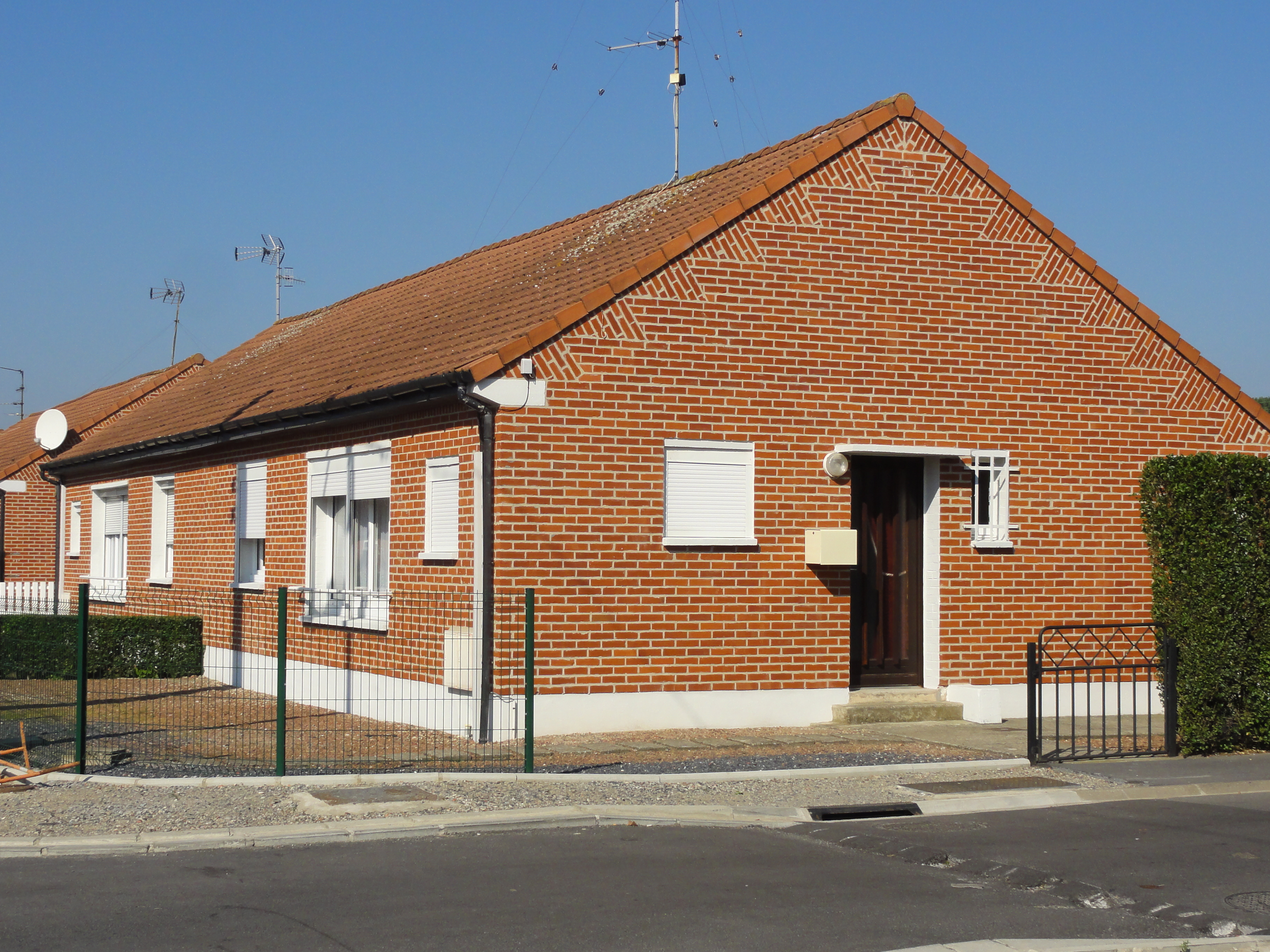
Des habitations post-Nationalisation groupées par deux.